# Розыгрыш (Секретные материалы)
«Розыгрыш» (англ. «Humbug») — 20-й эпизод 2-го сезона сериала «Секретные материалы». Премьера состоялась 31 марта 1995 года на телеканале FOX. Эпизод является «монстром недели» и не связан с основной «мифологией сериала», заданной в первой серии.
Режиссёр — Ким Мэннэрс, автор сценария — Дарин Морган, приглашённые звёзды, реально выступающие в цирковых представлениях — Майкл Джей Андерсон Джим Роуз, Энигма и Винсент Скьявелли.
Главные герои серии — Фокс Малдер (Дэвид Духовны) и Дана Скалли (Джиллиан Андерсон), агенты ФБР, расследующие сложно поддающиеся научному объяснению преступления, называемые Секретными материалами.
В США серия получила рейтинг домохозяйств Нильсена, равный 10,3, который означает, что в день выхода серию посмотрели 9,8 миллионов домохозяйств.

## Сюжет
Малдер и Скалли расследуют загадочные убийства людей, убитых непонятным существом, оставляющим странный шрам на теле жертвы. Расследование приводит агентов в шапито цирка уродов, где загадочные преступления продолжаются.

## Съемки
Дарин Морган, по предложению продюсера Говарда Гордона, вскоре после выхода эпизода, стал штатным сценаристом сериала. Причудливый, забавный, иногда ужасный рассказ о серии убийств в колонии цирковых уродов, считается вехой в истории сериала, расширивший привычные рамки мрачных тонов в смешное, менее предсказуемое направление. За этот эпизод Дарин Морган был номинирован на Премию Эдгара Аллана По.